# Cinderella (1997)
Cinderella (bra A Cinderela), também comercializado como Rodgers & Hammerstein's Cinderella é um telefilme estadunidense da Disney lançado no ano de 1997, baseado no musical da Broadway, por sua vez inspirado na fábula homônima de Perrault.

## Sinopse
Cinderela é uma linda garota que é atormentada por sua madrasta e suas meia-irmãs invejosas, e seu grande sonho é ir ao baile para dançar com o príncipe Christopher, algo aparentemente impossível. Mas como "coisas impossíveis acontecem todos os dias", seu desejo é realizado por sua fada-madrinha. Ao sair do baile à meia noite (hora que o encanto se desfaz), perde seu sapatinho de cristal na escadaria do palácio e o príncipe apaixonado fica disposto a encontrar a dona daquele sapatinho.

## Elenco
- Brandy Norwood - Cinderela
- Whitney Houston - Fada-Madrinha
- Paolo Montalbán - Príncipe Christopher Rúber
- Bernadette Peters - Madrasta
- Whoopi Goldberg - Rainha Constantina
- Victor Garber - Rei Maximillian
- Jason Alexander - Lionel
- Veanne Cox - Caliope
- Natalie Dessele - Minerva